# Distretto di Vadodara
Il distretto di Vadodara è un distretto del Gujarat, in India, di 3 639 775 abitanti. Il suo capoluogo è Vadodara.